# Heptasíl·lab
Un heptasíl·lab és un vers d'Art menor de set síl·labes.
Sol tenir un accent intern a la tercera o quarta síl·laba. És un dels versos de conreu més continuat en la poesia catalana i romàntica en general. És molt corrent en la poesia popular (danses, goigs i romanços) i en el teatre.
Exemples:
- És quan dormo que hi veig clar,
- foll d'una dolça metzina.

Diuen de l'heptasíl·lab, que és un dels metres que més s'ajusta a la prosòdia natural del català. Ara bé, quan li van preguntar al poeta Enric Casasses, guanyador del Premir d'Honor de les Lletres Catalanes el 2020, si és cert, que els catalans parlem amb heptasíl·labs, aquest va respondre: “No sabria què dir-te”.